# Bezalel Smotrich
Bezalel Yoel Smotrich (hebreiska: בְּצַלְאֵל יוֹאֵל סְמוֹטְרִיץ׳), född 27 februari 1980, är en israelisk högerextrem politiker och advokat som har varit Israels finansminister sedan 2022.
Smotrich har förespråkat ett teokratiskt Israel och är känd för rasistiska och homofoba uttalanden. Han har sagt att "Mitt livs uppdrag är att förhindra upprättandet av en palestinsk stat."

## Biografi
Smotrich bor i den israeliska bosättningen Kedumim på Västbanken, ett område som enligt internationell rätt är illegalt ockuperat. Hans bostad är även byggd utanför bosättningens gränser.
Under protesterna mot Israels tillbakadragande från Gaza år 2005 greps Smotrich med 700 liter bensin, misstänkt för att ha deltagit i ett försök att spränga en viktig trafikled.
Han blev Israels finansminister 2022, efter en uppgörelse med Benjamin Netanyahu.

## Politik
Smotrich anser att Västbanken och Gazaremsan är en del av det bibliska Israel och därför tillhör det judiska folket.
Han har uttryckt en vision om en teokratisk stat grundad på religiösa lagar. År 2017 presenterade han ett politiskt program som innebar att palestinier och israeliska araber skulle ges tre alternativ: att stanna i landet utan rösträtt, att emigrera med ekonomisk kompensation, eller att utrotas.
Han är en anhängare av expanderande israeliska bosättningar på Västbanken, motsätter sig en palestinsk stat och förnekar det palestinska folkets existens. I sin roll som minister med befogenheter i de ockuperade palestinska områdena har han lett hemliga israeliska försök att annektera territorier på Västbanken, först i praktiken, sedan genom lag.
År 2023 förespråkade han att den palestinska staden Huwara skulle "utplånas". I maj 2025, under kriget mellan Hamas och Israel, lovade han att "Gaza kommer att förstöras fullständigt".
Smotrichs har gjort flera uttalanden som beskrivits som rasistiska och homofoba, vilket har väckt stark kritik. I en privat inspelning har han sagt att ”Jag är en homofobisk fascist”. Han har förespråkat segregerade förlossningsavdelningar för att skilja judiska och arabiska mödrar. Han har jämfört samkönade äktenskap med incest och 2006 organiserade han ”Best parade” som motaktion mot Pride.